# Saint-Dizier-en-Diois
Saint-Dizier-en-Diois é uma comuna francesa na região administrativa de Auvérnia-Ródano-Alpes, no departamento de Drôme. Estende-se por uma área de 13,94 km². Em 2010 a comuna tinha 49 habitantes (densidade: 3,5 hab./km²).